# 徳江尚子
徳江 尚子（比佐子）（とくえ ひさこ、Hisako Tokue、1945年7月6日 - 2019年9月18日）は、東京生まれのヴァイオリニストである。妹はピアニストの徳江陽子。

## 経歴

### 大学まで
3歳からヴァイオリンを始め、鷲見三郎、鷲見四郎、江藤俊哉に師事。1958年、学習院女子中等科1年生の時、第12回全日本学生音楽コンクール東京大会中学生の部で第2位を受賞し（この年の東京大会、全国大会第1位は和波孝禧）、東京交響楽団と共演してデビュー。翌1958年の第13回同コンクールでは、東京大会、全国大会ともに第1位を受賞した。1961年、桐朋女子高等学校に進み、斎藤秀雄に師事。同年の高校1年生の時、第31回日本音楽コンクールに出場し、第2位を受賞した（このコンクールでの第1位は振吉圭子、第3位は和波だった）。1962年、高校2年生の時、アスペン国際音楽コンクール・ヴァイオリン部門で第1位、1963年の高校3年生の時、第32回日本音楽コンクールで第1位、レウカディア賞、松下賞を受賞した。また、同年、第3回安宅賞を受賞。さらに海外派遣コンクールで日本代表に選ばれ、1964年、桐朋学園大学に進んだ後、パガニーニ国際コンクールで第4位、ロン＝ティボー国際コンクールで第6位を受賞した。

### ヨーロッパ留学
1966年、大学在学中に第1回日ソ文化交流の交換留学生としてモスクワ音楽院に留学し、レオニード・コーガンに師事した。1969年から1971年までガブリエル・ブイヨン、ジョゼフ・カルベに師事。

## 演奏活動
ロンドンに在住し、主としてイギリスで活動していた。日本でも水戸室内管弦楽団、サイトウ・キネン・オーケストラ、紀尾井シンフォニエッタ東京のメンバーとして活動していた。